# Chile na Letnich Igrzyskach Paraolimpijskich 2012
Chile na Letnich Igrzyskach Paraolimpijskich 2012 w Londynie reprezentowało 7 zawodników.
Był to szósty start reprezentacji Chile na Letnich igrzyskach paraolimpijskich.

## Zdobyte medale
| Medal | Zawodnik            | Dyscyplina    | Konkurencja          | Data       |
| ----- | ------------------- | ------------- | -------------------- | ---------- |
| Złoto | Cristian Valenzuela | Lekkoatletyka | bieg na 5000 m (T11) | 7 września |

## Kadra

### Lekkoatletyka
Mężczyźni
| Zawodnik            | Konkurencja   | Kwalifikacje | Kwalifikacje | Finał    | Finał   |
| Zawodnik            | Konkurencja   | Wynik        | Pozycja      | Wynik    | Pozycja |
| ------------------- | ------------- | ------------ | ------------ | -------- | ------- |
| Cristian Valenzuela | 1500 m (T11)  | 4:15.54      | 2. Q         | 4:07.79  | 4.      |
| Cristian Valenzuela | 5000 m (T11)  | —            | —            | 15:26.26 |         |
| Cristian Valenzuela | maraton (T12) | —            | —            | DNS      | DNS     |

### Pływanie
Kobiety
| Zawodnik         | Konkurencja                 | Kwalifikacje | Kwalifikacje | Finał | Finał   |
| Zawodnik         | Konkurencja                 | Czas         | Pozycja      | Czas  | Pozycja |
| ---------------- | --------------------------- | ------------ | ------------ | ----- | ------- |
| Francisca Castro | 100 m st. grzbietowym (S10) | 1:17.71      | 12.          | NQ    | NQ      |

### Tenis na wózkach
| Zawodnik                                 | Konkurencja        | 1/64                            | 1/32                                    | 1/16                                                            | Ćwierćfinały     | Półfinały        | Finał            | Finał   |
| Zawodnik                                 | Konkurencja        | Przeciwnik Wynik                | Przeciwnik Wynik                        | Przeciwnik Wynik                                                | Przeciwnik Wynik | Przeciwnik Wynik | Przeciwnik Wynik | Pozycja |
| ---------------------------------------- | ------------------ | ------------------------------- | --------------------------------------- | --------------------------------------------------------------- | ---------------- | ---------------- | ---------------- | ------- |
| Robinson Mendez                          | gra pojedyncza (m) | Robinson Mendez P 6:3, 4:6, 2:6 | NQ                                      | NQ                                                              | NQ               | NQ               | NQ               | NQ      |
| Diego Pérez                              | gra pojedyncza (m) | Michaël Jeremiasz P 0:6, 0:6    | NQ                                      | NQ                                                              | NQ               | NQ               | NQ               | NQ      |
| Robinson Mendez Diego Pérez              | gra podwójna (m)   | —                               | Martin Legner Thomas Mossier P 3:6, 5:7 | NQ                                                              | NQ               | NQ               | NQ               | NQ      |
| Francisca Mardones                       | gra pojedyncza (k) | —                               | Elena Jacinto Velez W 6:3, 6:1          | Aniek van Koot P 0:6, 0:6                                       | NQ               | NQ               | NQ               | NQ      |
| Maria Antonieta Ortiz                    | gra pojedyncza (k) | —                               | Katharina Kruger P 5:7, 5:7             | NQ                                                              | NQ               | NQ               | NQ               | NQ      |
| Francisca Mardones Maria Antonieta Ortiz | gra podwójna (k)   | —                               | —                                       | Angelica Bernal Villalobos Johana Martinez Vega P 7:6, 4:6, 5:7 | NQ               | NQ               | NQ               | NQ      |

### Tenis stołowy
| Zawodnik         | Konkurencja            | Eliminacje                                 | Eliminacje | Ćwierćfinał      | Półfinał         | Finał            | Finał   |
| Zawodnik         | Konkurencja            | Przeciwnik Wynik                           | Pozycja    | Przeciwnik Wynik | Przeciwnik Wynik | Przeciwnik Wynik | Pozycja |
| ---------------- | ---------------------- | ------------------------------------------ | ---------- | ---------------- | ---------------- | ---------------- | ------- |
| Cristian Dettoni | gra pojedyncza (kl. 7) | Maksim Nikołenko P 0:3 Ben Despineux P 1:3 | 3.         | NQ               | NQ               | NQ               | NQ      |